# Wereldruiterspelen 1994
De Wereldruiterspelen 1994 werden voor de tweemaal gehouden door de Fédération Équestre Internationale (FEI). Ze werden gehouden van 27 juli tot en met 7 augustus 1994 in de Nederlandse stad Den Haag. Het gastland won één wereldtitel en één zilveren en drie bronzen medailles. Anky van Grunsven won haar eerste internationale titel door het winnen van de Dressuur grand prix freestyle samen met Bonfire.

## Disciplines
Er stonden 13 onderdelen op het programma verdeeld over 6 disciplines
| - Dressuur - Endurance - Eventing | - Mensport - Springen - Voltige |

## Uitslagen
| Dressuur grand prix special    | Isabell Werth op Gigolo | Nicole Uphoff op Rembrandt | Sven Rothenberger op Dondolo |  |  |  |
| Dressuur grand prix freestyle  | Anky van Grunsven op Bonfire | Klaus Balkenhol op Goldstern | Karin Rehbein op Donerhall |  |  |  |
| Dressuur landenwedstrijd       | Duitsland Nicole Uphoff op Rembrandt Klaus Balkenhol op Goldstern Isabell Werth op Gigolo Karin Rehbein op Donerhall                             | Nederland Ellen Bontje op Heuriger Sven Rothenberger op Dondolo Anky van Grunsven op Bonfire                                                          | Verenigde Staten Kathleen Raine op Avontuur Robert Dover op Devereaux Gary Rockwell op Suna Carol Lavell op Gifted                                     |  |  |  |
|                                | | | |  |  |  |
| Endurance individueel          | Valerie Kanavy op Pieraz | Dennis Pesce op Melfenik | Stephane Fleury op Roc'H |  |  |  |
| Endurance landenwedstrijd      | Frankrijk Stephane Fleury op Roc'H Martine Jollivet op Lizazat Jacques David op Nelson I Benedicte Atger op Sunday d'Aurabelle                   | Spanje Miguel Vila Ubach op Bajeque Francisco Cobos op Bruja Augusta Albarran op Colores Gerardo Amian op Klux Klux                                   | Australië Christine Forrester op Mandala Galactic Melonia de Jong op Vet School Laurance Barbara Timms op Kildara Sharina Meg Wade op Glenallan Sheida |  |  |  |
|                                | | | |  |  |  |
| Eventing individueel           | Vaughn Jefferis op Bounce | Dorothy Trapp op Murphy Holokai | Karen Dixon op Get Smart |  |  |  |
| Eventing landenwedstrijd       | Verenigd Koninkrijk Karen Dixon op Get Smart Mary Kin op King William Charlotte Bathe op The Cool Customer Kristina Gifford op General Jock      | Frankrijk Jean-Lou Bigot op Twist La Beige Jean Teulère op Rodosto Marie-Christine Duroy op Summer Song                                               | Duitsland Bettina Overesch op Watermill Stream Cord Mysegaes op Ricardo Ralf Ehrenbrink op Kildare                                                     |  |  |  |
|                                | | | |  |  |  |
| Mensport individueel           | Michael Freund | George Bowman | IJsbrand Chardon |  |  |  |
| Mensport landenwedstrijd       | Duitsland Christoph Sandmann Michael Freund Hansjoerg Hammann                                                                                    | België Felix Brasseur Eddy van Dijck Valere Standaert                                                                                                 | Nederland Ad Aarts IJsbrand Chardon Harry de Ruyter |  |  |  |
|                                | | | |  |  |  |
| Springconcours individueel     | Franke Sloothaak op San Patrignano Weihaiwej | Ludger Beerbaum op Almox Ratina | Michel Robert op Miss San Patrignano |  |  |  |
| Springconcours landenwedstrijd | Duitsland Franke Sloothaak op San Patrignano Weihaiwej Soren von Ronne op Taggi Dirk Hafemeister op P.S. Priamos Ludger Beerbaum op Almox Ratina | Frankrijk Roger-Yves Bost op Souviens Toi III Equus Philippe Rozier op Baiko Rocco Eric Navet op Quito de Baussy Michel Robert op Miss San Patrignano | Zwitserland Thomas Fuchs op Major AC Folien Stefan Lauber op Lugana II Markus Fuchs op Interpane Goldfights Lesley McNaught-Mändli op Piroi            |  |  |  |
|                                | | | |  |  |  |
| Vaulting mannen                | Thomas Fiskbaek op Hamlet | Christoph Lensing op Aladin | Thomas Föcking op Aladin |  |  |  |
| Vaulting vrouwen               | Tanja Bendetto op Zarewitsch | Kerith Lemon op Maxwell | Mieke Lorentz op Falun |  |  |  |
| Vaulting landenwedstrijd       | Zwitserland | Duitsland | Zweden |  |  |  |

## Medaillespiegel
| Plaats | Land                | Goud | Zilver | Brons | Totaal |
| 1      | Duitsland           | 7    | 5      | 4     | 16     |
| 2      | Frankrijk           | 1    | 3      | 2     | 6      |
| 3      | Verenigde Staten    | 1    | 2      | 1     | 4      |
| 4      | Nederland           | 1    | 1      | 3     | 5      |
| 5      | Verenigd Koninkrijk | 1    | 1      | 1     | 3      |
| 6      | Zwitserland         | 1    | –      | 1     | 2      |
| 7      | Denemarken          | 1    | –      | –     | 1      |
| 7      | Nieuw-Zeeland       | 1    | –      | –     | 1      |
| 9      | België              | –    | 1      | –     | 1      |
| 9      | Spanje              | –    | 1      | –     | 1      |
| 11     | Australië           | –    | –      | 1     | 1      |
| 11     | Zweden              | –    | –      | 1     | 1      |